# Nasri Atallah
Nasri Atallah (né le 12 novembre 1982 à Londres) est un écrivain, producteur et animateur de télévision britannico-libanais, ainsi qu'un entrepreneur dans le secteur des médias.

## Jeunesse
Nasri Atallah est né et a grandi à Londres, au Royaume-Uni, où il a fréquenté le lycée français Charles-de-Gaulle. Ses parents, Samir Atallah et May Francis, sont tous les deux libanais et vivaient à Londres à l'époque. Son père, Samir Atallah, est un éminent auteur, journaliste et penseur arabe de premier plan, lauréat de nombreux prix pour ses décennies de contribution à la littérature arabe,. 
Il déménage à Beyrouth pour la première fois en 1997, termine ses études et s'intéresse à la politique à l'Université américaine de Beyrouth. Il est ensuite retourné à Londres pour faire un Master en politique internationale à la School of Oriental and African Studies.

## Livres
- A Lost Summer: Postcards From Lebanon (contributeur), Saqi Books, Londres, 2008  (ISBN 978-0863566868)
- Our Man in Beirut, Turning Point Books, Beyrouth, 2011  (ISBN 978-9953021102)
- Partager ce livre (contributeur), SHARE Foundation, Belgrade, 2013, publié de façon indépendante[5]
- Beyrouth, chroniques et détours de Mashallah News et AMI Collective (préface), Tamyras, Paris, 2014  (ISBN 9782360860517)[6]

## Manager dans le domaine musical
En septembre 2012, il lance la carrière du duo The Wanton Bishops, grâce à son rôle de directeur de l'incubateur créatif Keeward.

## Autres interventions
Il a également écrit pour diverses organes de presse ou magazines, dont The Guardian, GQ Magazine, Time Out, Brownbook, Little White Lies, Monocle et L'Orient-Le Jour. Il a également animé une série de vidéos au Festival de Cannes pour 35mm From Beirut, où il a interviewé des acteurs et réalisateurs libanais de premier plan tels que Razane Jammal, Philippe Aractingi, ou encore Darina Al Joundi. 
Il est également apparu à la BBC ou encore sur Al Jazeera English tant que commentateur des affaires du Moyen-Orient.

## Vie privée
Il est marié à la créatrice de mode libanaise Nour Hage. Le couple est ensemble depuis 2013. 